# Leontien Ceulemans
Johanna Léontina (Tineke, Leontine) Ceulemans (artiestennaam tot ca. 1973 Leontien Lukassen) (Amsterdam, 8 januari 1952 – Laren, 28 juli 2022) was een Nederlands actrice en presentatrice die onder andere bekend is geworden als de eerste presentatrice van het NOS Jeugdjournaal.

## Biografie
Leontien Ceulemans was een dochter van  actrice Hetty Berger en gitarist Jan Ceulemans en de zuster van danseres Janine Ceulemans. 
Al als driejarige maakte ze haar debuut op de radio in het programma Kleutertje luister van de AVRO. Op elfjarige leeftijd volgde haar televisiedebuut in Een kind van 1813. Toch zag het er toen nog niet naar uit dat ze een televisiepersoonlijkheid zou worden. Ze volgde een dansopleiding bij het Scapino Ballet. Haar toneeldebuut vond plaats in 1971,  onder de naam Leontien Lukassen speelde ze in het blijspel Hartenvrouw van William Douglas Home, nadat ze eerder een rolletje had gespeeld in de televisieserie Joop ter Heul.
Ze speelde voorts onder andere in:
- 1975 Oorlogswinter
- 1976 Een Vuile Egoïst tegenover Guus Hermus
- 1980 Benjamin in het leger
- 1980 De meiden
- 1991 Spel
- 1992 Terug van weggeweest
- 1994 De extravagante mr. Wilde

Na diverse optredens  als presentatrice en actrice in radio- en televisieprogramma's (onder andere Popzien, Swiebertje, Oorlogswinter en De holle bolle boom) werd ze in 1980 gevraagd als eerste presentatrice van het Jeugdjournaal op de televisie, waarvoor Marga van Praag de onderwerpen verzorgde. Na drie jaar voor het Jeugdjournaal gewerkt te hebben, stapte ze op vanwege een in haar ogen te grote nadruk op haar uiterlijk in plaats van inhoudelijk commentaar. Ze ging verder met het (mede) presenteren van verscheidene programma's voor de publieke omroep. Zo had ze onder meer een gastrol in de RTL-soap Goede tijden, slechte tijden en was ze jarenlang de voice-over bij Kindernet. Een andere gastrol had ze in 1999 in de VARA-serie Oppassen!!! (aflevering 222: Relaties). Daarnaast presenteerde ze samen met Peter Hobday het Engelstalige programma European Business Weekly. Bij Veronica presenteerde zij het seksprogramma Radio Romantica. Er volgde rond 1991 een fotosessie voor en in de  Playboy.  
Ceulemans sprak voor de Nederlandse versie van Een luizenleven de stem in van de koningin.
Zij overleed na een lang ziekbed (na een val) op 70-jarige leeftijd in het Rosa Spier Huis. Ceulemans stelde haar lichaam ter beschikking aan de wetenschap.

## Necrologie
- Bart Jungmann, 'Leontien Ceulemans (1952-2022)', De Volkskrant, dinsdag 30 augustus, p. 30

- International Standard Name Identifier: 0000 0003 8854 8777
- Nederlandse Thesaurus van Auteursnamen: 070511373
- Virtual International Authority File: 281752056
- WorldCat: E39PBJfmrtwP69cmdrfVQTDDv3